# Mariage réparateur
Le mariage réparateur, parfois appelé « mariage de réparation », est un mariage dans lequel l'auteur d'une violence sexuelle sur une femme (viol, agression sexuelle, enlèvement, etc) échappe aux poursuites judiciaires et aux condamnations s'il épouse la victime. Ce phénomène frappe aussi des mineures. Les victimes subissent des pressions, voire la contrainte, de la part de leurs familles pour accepter le mariage.
Ces conventions (lois, coutumes, usages et pratiques) sur le mariage réparateur reflètent la forte valeur culturelle associée, dans certaines sociétés, à la virginité féminine avant le mariage, à une conception voulant que « les filles et les femmes déshonorées constituent une source de honte pour leurs familles, même si elles sont innocentes d'une inconduite »,.
Cette pratique a figuré, historiquement, dans certains systèmes juridiques et elle perdure sous différentes formes dans plusieurs sociétés contemporaines. En avril 2021, un rapport du Fonds des Nations unies pour la population recense une vingtaine de pays et territoires où « la loi permet d’annuler la condamnation d’un agresseur si celui‑ci épouse la femme qu’il a violée », même si elle est mineure. Depuis la fin du XXe siècle, les lois cautionnant un mariage entre un prédateur sexuel et sa victime sont de plus en plus contestées, voire abrogées,. 

## Arguments

Carte des pays possédant une législation de mariage réparateur depuis 1980.
Il existe une législation qui cautionne le mariage réparateur.
Une partie du territoire possède une législation qui cautionne le mariage réparateur.
Le pays est en cours d'abrogation des lois cautionnant le mariage réparateur.
Le pays a abrogé les lois cautionnant le mariage réparateur après 1980.
Le pays n'avait pas de législation connue en faveur des mariages réparateurs avant 1980.

Les partisans des législations qui cautionnent le mariage réparateur déclarent que celles-ci protègent la victime et sa famille de la honte associée au viol. Cet argument se fonde sur la conception qu'une fille ou une femme violée est responsable de l'évènement et, par conséquent, elle ternit l'honneur familial. C'est la raison pour laquelle de nombreuses femmes ne signalent pas une agression sexuelle : elles craignent d'être accusées de déshonneur et même d'être assassinées par leurs proches. Dans une étude menée à Taïwan en août 2000, 35 victimes de viol ont été entendues pour analyser leur traumatisme ainsi que leurs sentiments de honte ou d'anxiété relative à la sexualité après l'agression. Les résultats montrent que ces femmes craignent de parler de l'agression, éprouvent de la culpabilité d'avoir terni l'honneur familial, ainsi qu'une honte relative à la sexualité et elles se reprochent leur conduite ; elles développent une image négative d'elles-mêmes en tant que femmes. La valeur sociale prime sur le choix et la situation de la femme.
Les opposants aux législations qui cautionnent le mariage réparateur déclarent que les victimes ne doivent pas être abandonnées à des sentiments aussi négatifs alors qu'elles ont subi une agression et qu'elles ne doivent pas se sentir obligées de dissimuler la violence en épousant le criminel. Selon les opposants, le mariage réparateur favorise l'impunité chez ceux qui commettent le viol et il aggrave la situation des victimes,. Les opposants estiment qu'il existe une contradiction entre la valeur « sociale » des femmes — c'est-à-dire leur chasteté et leur mariage — dont dépendent l'honneur familial et le droit des femmes à vivre dans l'épanouissement, la liberté et l'autonomie sexuelle. D'après Purna Sen, directrice de la division des politiques d'ONU Femmes, les conventions de mariage réparateur étaient adoptées pour régulariser des relations sexuelles illicites dans certaines cultures. Ces lois accordent une reconnaissance aux activités sexuelles qui, dans certaines sociétés, sont considérées comme problématiques. Les États où prévaut encore le mariage réparateur relèvent de deux catégories : soit ils sont sous-développés, soit ils sont conservateurs. D'après ONU femmes, les victimes sont forcées par leur famille de « se marier avec leurs violeurs pour éviter la stigmatisation sociale associée aux rapports sexuels avant le mariage ».
Les anglophones désignent ce type de réglementation sous le nom marry-your-rapist law (loi de mariage avec l'auteur du viol, littéralement : « loi épouse-ton-violeur ») ou marry the rapist law,,,,.

## Histoire

### Antiquité
Traditionnellement, le mariage entre l'agresseur et la victime était souvent considéré comme la « solution » adéquate au problème. Certaines cultures antiques attachaient un prix élevé à la virginité et une femme victime de viol voyait ses perspectives de mariage réduites. Ces conventions obligeaient le violeur à assurer l'entretien matériel de sa victime.

#### Deutéronome 22:28
Une clause de mariage réparateur figure dans l'Ancien Testament : Deutéronome, chapitre 22, versets 28-29 : « Si un homme rencontre une jeune fille vierge non fiancée, la saisit et couche avec elle, et qu’ils soient surpris, l’homme qui a couché avec elle donnera au père de la jeune fille cinquante sicles d’argent, et elle sera sa femme, parce qu’il l’a déshonorée, il ne pourra pas la renvoyer, tant qu’il vivra ». Cette obligation n’est cependant que proposition du côté de la victime : le père comme la fille ont la possibilité de refuser le mariage. 
Pour certains chrétiens, cet ordre ne concerne pas le viol mais le cas d'un homme qui invite une femme à une relation consentie, à l'instar d'une mention similaire dans le livre de l'Exode, chapitre 22, verset 15 : « Si un homme séduit une vierge qui n’est pas fiancée, et couche avec elle, il paiera sa dot et la prendra pour femme »,, qui par ailleurs établit explicitement le droit du père à accepter ou décliner le mariage.

### Moyen Âge
Dans le cas où une femme est enlevée par un homme, le « rapt » renvoie à deux notions différentes, sans les distinguer : d'une part le mariage par enlèvement (qui est un mariage forcé) et d'autre part l'élopement ; dans ce second cas, la femme accepte d'être « capturée » par celui qu'elle aime, tactique qui lui permet de passer outre à la permission de ses parents pour se marier.

### Vingtième siècle
Au XXe siècle, les lois cautionnant le mariage réparateur perdurent dans plusieurs pays du Moyen-Orient et d'Afrique du Nord, héritage de traditions locales, de lois ottomanes ou de législations coloniales françaises ou britanniques. Selon certaines traditions, une femme appartient à son père ; si elle subit un viol, sa valeur diminue et le violeur doit soit offrir une « compensation », soit supporter les conséquences de cette perte de valeur en épousant la victime. Pour échapper au versement d'une compensation, l'agresseur préférait souvent épouser la victime qui, elle, « n'avait absolument aucun autre choix qu'épouser le violeur et passer sa vie auprès de lui ».

### Vingt-et-unième siècle
En avril 2021, un rapport du Fonds des Nations unies pour la population recense une vingtaine de pays et territoires où « la législation autorise un homme condamné pour viol, voire dans certains cas de viol sur mineure, à faire annuler ou suspendre sa condamnation en épousant sa victime : Bahreïn, Fédération de Russie, Irak, Koweït, Philippines, Serbie, Tadjikistan, Thaïlande, Algérie, Angola, Cameroun, Érythrée, Guinée équatoriale, République dominicaine, Libye, Syrie, Tonga, Venezuela, ainsi que dans la Bande de Gaza et en Bolivie » ; « la loi permet d’annuler la condamnation d’un agresseur si celui‑ci épouse la femme qu’il a violée »,.

### Persistance de la pratique malgré la législation
Obliger les victimes d'un viol à épouser le violeur est une pratique qui perdure dans certains pays même si la législation sur le mariage réparateur a été abrogée ou n'a jamais existé. Ce cas existe en Éthiopie où le mariage par enlèvement demeure courant malgré son interdiction par le Code pénal de 2004. En Afghanistan, où il n'existe techniquement aucune loi de mariage réparateur, il n'est pas rare d'observer l'abandon des poursuites si le violeur ou sa famille demande la victime en mariage. Au Somaliland, dépourvu de législation sur le mariage réparateur, il arrive que la famille de la victime fasse pression sur elle pour la conduire à épouser le violeur.

## Campagnes d'abrogation
Plusieurs ONG des droits humains critiquent avec virulence les lois qui cautionnent le mariage réparateur, notamment Human Rights Watch et le Haut-Commissariat des Nations unies aux droits de l'homme. Néanmoins, les campagnes pour abroger ces lois n'ont pas suscité une levée de boucliers aussi massive que celles visant à inscrire le viol conjugal dans les législations. Plusieurs codes juridiques ont évolué,.
D'après Radio France internationale en 2017, certaines lois cautionnant le mariage réparateur sont l'héritage du Code pénal napoléonien (1810), qui « permettait à un homme ayant "enlevé ou détourné une mineure" d’échapper aux poursuites s’il l’épousait »,. L'article est abrogé en France en 1994.

### Égypte
L'Égypte possédait une législation permettant au violeur d'épouser sa victime pour échapper aux poursuites ; elle a été abrogée en 1999.

### États-Unis
En Floride, la majorité sexuelle (âge de consentement) correspond à 18 ans. Néanmoins, jusqu'en mars 2018, l'État de Floride autorisait le mariage d'une mineure enceinte, quel que soit son âge, si un juge approuvait l'union. Cette législation permettait à l'homme responsable de la grossesse d'échapper aux poursuites pour abus sexuel sur mineur. Désormais, la loi dispose que toute personne voulant se marier doit avoir au moins 18 ans, ou 17 ans à condition que le conjoint ait, au maximum, deux ans de plus que la mariée et que les parents acceptent. L'existence d'une grossesse n'entre plus en ligne de compte. La loi a changé après que Sherry Johnson, mariée au violeur alors qu'elle avait 11 ans (sa mère ayant subi des pressions), a milité pour l'abroger.

### Inde
En mars 2021, en Inde, le débat politique s'empare du sujet. Le président de la Cour suprême, Sharad Arvind Bobde, « propose à un violeur d’épouser sa victime pour éviter la prison », la victime étant mineure au moment des faits ; cette proposition suscite « l’indignation des défenseurs des droits des femmes ».

### Italie
En Italie, l'article 544 du Code pénal statuait qu'un violeur pouvait échapper aux répressions s'il épousait la victime, même mineure (matrimonio riparatore) :

« Pour les crimes prévus au chapitre premier et à l'article 530, le mariage que l'auteur du crime contracte avec la personne lésée éteint le crime, même à l'égard de ceux qui ont participé au crime lui-même ; et, s'il y a eu condamnation, son exécution et ses effets pénaux cessent »

La loi (et la société) n'établissait pas de distinguo entre le mariage par enlèvement et l'élopement consenti (appelé fuitina en Sicile). La victime subissait de fortes pressions sociales pour épouser le violeur, sous peine d'être traitée de « dévergondée » pour le restant de ses jours. La victime était considérée comme responsable de la honte qu'elle attirait sur elle-même et sur sa famille. Le mariage réparateur restaurait l'honneur familial.
L'histoire retient le nom de Franca Viola, une Sicilienne de dix-sept ans. En 1965, après avoir rompu les fiançailles avec un homme, elle est enlevée, séquestrée et violée par cet homme, qui espère ainsi la contraindre au mariage. Franca Viola, malgré les coutumes locales, a refusé tout mariage réparateur et traîné son agresseur devant la justice.
Après le cas de Franca Viola, les lois ont établi qu'un violeur ne pouvait plus éviter la répression grâce à un mariage avec la victime. En 1981, l'Italie abroge l'article 544. Cette année marque la fin de l'existence légale du mariage réparateur en Europe.

### Jordanie
En Jordanie, la législation « comprenait un article qui suspendait les poursuites pénales pour les violeurs s’ils épousaient leurs victimes » : « 159 violeurs avaient eu recours à cet article entre 2010 et 2013 pour éviter une condamnation ». En 2017, la Jordanie abroge la « loi autorisant un violeur à épouser sa victime ».

### Liban
L'article 522 du Code pénal libanais dispose que le viol est un crime passible de sept ans de prison. Néanmoins, les poursuites sont abandonnées si le criminel et sa victime se marient puis restent en couple pendant au moins trois ans. En 2017, l'article 522, parfois surnommé « loi du viol », est abrogé,. Après cette abrogation, de nombreuses personnes avancent que le danger perdure via les articles 505 et 518. L'article 505 concerne les relations sexuelles avec une mineure et l'article 518 porte sur la séduction d'une mineure assortie d'une promesse de mariage. Un réexamen de ces deux lois est prévu.

### Malaisie
La Malaisie, qui ne possède pas de législation relative au mariage réparateur, a failli créer une jurisprudence en 2015-2016. En octobre 2015, la Sessions Court, dans son verdict contre un homme accusé d'abus sexuel sur une mineure de 14 ans (originaire de Petra Jaya (en), dans la partie malaisienne de Bornéo), le dispense de peine car l'auteur de l'agression déclare avoir épousé sa victime. Ce jugement est invalidé par la Haute Cour (en) du Sabah et du Sarawak en août 2016 après des manifestations massives qui soulignaient le risque d'un précédent dangereux, susceptible d'offrir une échappatoire aux violeurs d'enfants. Comme la Malaisie ne reconnaît pas le viol conjugal, il n'est pas rare de voir des violeurs épouser leur victime après l'agression, puis déclarer que celle-ci n'a eu lieu qu'après le mariage.

### Maroc
En 2012, le Maroc amende l'article 475, qui prévoit un emprisonnement d'un à cinq ans en cas d'enlèvement d'un mineur sans violence, ou d'une tentative de le faire. Cet article 475 comportait une clause permettant l'abandon des poursuites contre le criminel s'il épousait la jeune fille ou femme,,.
La même année, l'affaire Amina El Filali attire l'attention internationale sur cette législation après qu'une jeune fille, violée puis mariée au criminel, se soit suicidée. Plusieurs manifestations et campagnes ont lieu au Maroc avant l'abolition de cet article. Le parlement abolit la loi en 2014 car elle contredit la constitution de 2011.

### Palestine
En Cisjordanie, l'article 308 du Code pénal de 1960 (inspiré de la loi jordanienne sur le statut personnel) était interprété en faveur des violeurs, qui pouvaient se soustraire aux poursuites s'ils épousaient leur victime. Les statistiques sur la fréquence des mariages réparateurs ne sont pas clarifiées. L'article 308 est abrogé le 14 mars 2018 par la loi no 5 de 2018, sans effet immédiat sur les litiges en cours, et élimine certaines allègements de peine dans les meurtres contre les femmes et les enfants.
En revanche, la Bande de Gaza adopte le régime du code pénal égyptien (articles 290 et 291) — que l'Égypte a abrogés en 1999.

### Tunisie
En 2017, la Tunisie se dote d'une loi contre les violences faites aux femmes et abroge une « disposition très controversée du Code pénal, qui permettait à un violeur d’épouser sa victime mineure, pour échapper aux poursuites ».

### Turquie
En novembre 2016, la Turquie envisageait l'adoption d'une législation cautionnant le mariage réparateur mais « la forte mobilisation des associations a mis en échec ce projet ».